# Колорина
Колорѝна (на италиански: Colorina, на западноломбардски: Culurìna, Кулурина) е село и община в Северна Италия, провинция Сондрио, регион Ломбардия. Разположено е на 302 m надморска височина. Населението на общината е 1484 души (към 2010 г.).